# Aptos Challenger
Aptos Challenger, właśc. Nordic Naturals Challenger – męski turniej tenisowy rangi ATP Challenger Tour. Rozgrywany na kortach twardych w amerykańskim Aptos od 1988 roku.

## Mecze finałowe

### Gra pojedyncza
| Rok  | Mistrz              | Finalista         | Wynik            |
| 2019 | Steve Johnson       | Dominik Köpfer    | 6:4, 7:6(4)      |
| 2018 | Thanasi Kokkinakis  | Lloyd Harris      | 6:2, 6:3         |
| 2017 | Aleksandr Bublik    | Liam Broady       | 6:2, 6:3         |
| 2016 | Daniel Evans        | Cameron Norrie    | 6:3, 6:4         |
| 2015 | John Millman        | Austin Krajicek   | 7:5, 2:6, 6:3    |
| 2014 | Markos Pagdatis     | Michaił Kukuszkin | 7:6(7), 6:4      |
| 2013 | Bradley Klahn       | Daniel Evans      | 3:6, 7:6(5), 6:4 |
| 2012 | Steve Johnson       | Robert Farah      | 6:3, 6:3         |
| 2011 | Laurynas Grigelis   | Ilija Bozoljac    | 6:2, 7:6(4)      |
| 2010 | Marinko Matošević   | Donald Young      | 6:4, 6:2         |
| 2009 | Chris Guccione      | Nick Lindahl      | 6:3, 6:4         |
| 2008 | Kevin Kim           | Andrea Stoppini   | 7:5, 6:1         |
| 2007 | Donald Young        | Bobby Reynolds    | 7:5, 6:0         |
| 2006 | Alex Kuznetsov      | Gō Soeda          | 6:1, 7:6(4)      |
| 2005 | Andy Murray         | Rajeev Ram        | 6:4, 6:3         |
| 2004 | Kevin Kim           | Frank Dancevic    | 7:6(2), 6:3      |
| 2003 | Jeff Salzenstein    | Dmitrij Tursunow  | 5:7, 7:5, 6:4    |
| 2002 | Brian Vahaly        | No’am Behr        | 2:6, 6:3, 6:2    |
| 2001 | Jeff Salzenstein    | Jeff Morrison     | 7:6(3), 6:4      |
| 2000 | Bob Bryan           | Kevin Kim         | 6:4, 6:7(6), 6:4 |
| 1999 | Michael Hill        | Harel Lewi        | 6:7(4), 6:4, 6:2 |
| 1998 | Cecil Mamiit        | Takao Suzuki      | 6:7, 6:3, 6:2    |
| 1997 | Jan-Michael Gambill | Wade McGuire      | 6:0, 4:6, 6:3    |
| 1996 | Albert Chang        | Brian MacPhie     | 7:5, 6:3         |
| 1995 | Daniel Nestor       | Chris Woodruff    | 6:3, 5:7, 6:2    |
| 1994 | Shūzō Matsuoka      | Gianluca Pozzi    | 7:5, 6:3         |
| 1993 | Patrick Rafter      | Cristiano Caratti | 6:2, 6:3         |
| 1992 | Alex O’Brien        | Byron Black       | 6:4, 2:6, 6:1    |
| 1991 | Chuck Adams         | Bryan Shelton     | 6:3, 6:4         |
| 1990 | Henrik Holm         | Brian Garrow      | 1:6, 6:3, 7:6    |
| 1989 | Mark Kaplan         | Robbie Weiss      | 6:4, 6:4         |
| 1988 | Brad Pearce         | Tim Pawsat        | 6:3, 6:2         |

### Gra podwójna
| Rok  | Mistrzowie                                | Finaliści                             | Wynik              |
| 2019 | Marcelo Arévalo Miguel Ángel Reyes-Varela | Nathan Pasha Max Schnur               | 5:7, 6:3, 10–8     |
| 2018 | Thanasi Kokkinakis Matt Reid              | Jonny O’Mara Joe Salisbury            | 6:2, 4:6, 10–8     |
| 2017 | Jonatan Erlich Neal Skupski               | Alex Bolt Jordan Thompson             | 6:3, 2:6, 10–8     |
| 2016 | Nicolaas Scholtz Tucker Vorster           | Mackenzie McDonald Ben McLachlan      | 6:7,(5), 6:3, 10–8 |
| 2015 | Chris Guccione Artem Sitak                | Yuki Bhambri Matthew Ebden            | 6:4, 7:6(2)        |
| 2014 | Ruben Bemelmans Laurynas Grigelis         | Purav Raja Sanam Singh                | 6:3, 4:6, 11–9     |
| 2013 | Jonatan Erlich Andy Ram                   | Chris Guccione Matt Reid              | 6:3, 6:7(6), 10–2  |
| 2012 | Rik de Voest John Peers                   | Chris Guccione Frank Moser            | 6:7(5), 6:1, 10–4  |
| 2011 | Carsten Ball Chris Guccione               | John Paul Fruttero Raven Klaasen      | 7:6(5), 6:4        |
| 2010 | Carsten Ball Chris Guccione               | Adam Feeney Greg Jones                | 6:1, 6:3           |
| 2009 | Carsten Ball Chris Guccione               | Sanchai Ratiwatana Sonchat Ratiwatana | 6:3, 6:2           |
| 2008 | No’am Okun Amir Weintraub                 | Todd Widom Michael Yani               | 6:2, 6:1           |
| 2007 | Rajeev Ram Bobby Reynolds                 | John Paul Fruttero Cecil Mamiit       | 6:7(5), 6:3, 10–7  |
| 2006 | Prakash Amritraj Rohan Bopanna            | Rajeev Ram Todd Widom                 | 3:6, 6:2, 10–6     |
| 2005 | Nathan Healey Eric Taino                  | Harel Lewi No’am Okun                 | 7:5, 7:6(4)        |
| 2004 | Huntley Montgomery Tripp Phillips         | Diego Ayala Eric Taino                | 7:6(3), 7:5        |
| 2003 | Jan Hernych Uros Vico                     | Matias Boeker Travis Parrott          | 6:3, 4:6, 6:1      |
| 2002 | Amir Hadad Martín Vassallo Argüello       | Brandon Coupe Brandon Hawk            | 6:4, 6:4           |
| 2001 | Brandon Hawk Kokbert Kendrick             | Kelly Gullett Gavin Sontag            | 7:5, 7:5           |
| 2000 | Bob Bryan Mike Bryan                      | Kevin Kim Luke Smith                  | 6:4, 3:6, 6:4      |
| 1999 | Michael Hill Scott Humphries              | Harel Lewi Lior Mor                   | 7:6(4), 1:6, 7:5   |
| 1998 | Bob Bryan Mike Bryan                      | Adam Peterson Chris Tontz             | 6:4, 6:4           |
| 1997 | Sébastien Leblanc Jocelyn Robichaud       | David Caldwell Adam Peterson          | 7:6, 6:4           |
| 1996 | Sébastien Leblanc Jocelyn Robichaud       | Neville Godwin Geoff Grant            | 7:6, 6:7, 7:5      |
| 1995 | Sébastien Leblanc Brian MacPhie           | Bill Barber Ari Nathan                | 6:3, 6:2           |
| 1994 | Brian MacPhie Alex O’Brien                | Donnie Isaak Michael Roberts          | 6:2, 7:6           |
| 1993 | Gilad Blum Christian Saceanu              | Cristiano Caratti Grant Doyle         | 7:5, 6:3           |
| 1992 | Paul Annacone Alex O’Brien                | Miguel Nido Peter Nyborg              | 6:4, 4:6, 7:5      |
| 1991 | Nduka Odizor Bryan Shelton                | Miguel Nido Fernando Roese            | 6:4, 6:3           |
| 1990 | Jeff Brown Scott Melville                 | Matt Anger Marius Barnard             | 6:7, 6:4, 6:4      |
| 1989 | Steve DeVries Ted Scherman                | Bryan Shelton Kenny Thorne            | 6:3, 1:6, 6:2      |
| 1988 | Jeff Klaparda Peter Palandjian            | Ed Nagel Jeff Tarango                 | 6:3, 6:4           |